# Birmingham Classic
Birmingham Classic er en tennisturnering for kvinder, der spilles på græs, og som årligt afholdes i midten af juni i den næstsidste uge inden Wimbledon-mesterskaberne. Turneringen afvikles i Edgbaston Priory Club i Birmingham, Storbritannien. Turneringen er en del af WTA Tour, hvor den indtil 2019 var kategoriseret som en WTA Premier-turnering, men som efterfølgende blev nedgraderet til kategorien WTA 250. Den markedsføres pt. under navnet Rothesay Classic på grund af et sponsorat.
Pam Shriver er indehaver af rekorden for flest sejre i turneringen, idet hun i perioden 1984-87 vandt singletitlen fire gange i træk. Rekorden i doublerækken indehaves af Larisa Neiland, der vandt rækken seks gange i perioden 1988-99, heraf tre gange med Natasja Zvereva som makker. Hun vandt de øvrige tre sejre med hhv. Zina Garrison, Katrina Adams og Corina Morariu som makker.

## Sponsorater og navnehistorik
| Periode   | Sponsoreret turneringsnavn |
| --------- | -------------------------- |
| 1982-86   | Edgbaston Cup              |
| 1987      | Dow Chemical Classic       |
| 1988-92   | Dow Classic                |
| 1993-2008 | DFS Classic                |
| 2009-17   | Aegon Classic              |
| 2018-19   | Nature Valley Classic      |
| 2021      | Viking Classic             |
| 2022-23   | Rothesay Classic           |

## Vindere og finalister

### Damesingle
Pam Shriver er indehaver af rekorden for flest sejre i turneringen, idet hun i perioden 1984-87 vandt singletitlen fire gange i træk. Ingen andre spiller har vundet singletitlen mere end to gange.
| År   | Mester                                   | Finalist                                 | Finaleresultat                           |
| ---- | ---------------------------------------- | ---------------------------------------- | ---------------------------------------- |
| 1982 | Billie Jean King (1)                     | Rosalyn Fairbank                         | 6–2, 6–1                                 |
| 1983 | Billie Jean King (2)                     | Alycia Moulton                           | 6–0, 7–5                                 |
| 1984 | Pam Shriver (1)                          | Anne White                               | 7–6, 6–3                                 |
| 1985 | Pam Shriver (2)                          | Betsy Nagelsen                           | 6–1, 6–0                                 |
| 1986 | Pam Shriver (3)                          | Manuela Maleeva                          | 6–2, 7–6                                 |
| 1987 | Pam Shriver (4)                          | Larisa Savtjenko                         | 4–6, 6–2, 6–2                            |
| 1988 | Claudia Kohde-Kilsch (1)                 | Pam Shriver                              | 6–2, 6–1                                 |
| 1989 | Martina Navratilova (1)                  | Zina Garrison                            | 7–6, 6–3                                 |
| 1990 | Zina Garrison-Jackson (1)                | Helena Suková                            | 6–4, 6–1                                 |
| 1991 | Martina Navratilova (2)                  | Natasja Zvereva                          | 6–4, 7–6(6)                              |
| 1992 | Brenda Schultz (1)                       | Jenny Byrne                              | 6–2, 6–2                                 |
| 1993 | Lori McNeil (1)                          | Zina Garrison-Jackson                    | 6–4, 2–6, 6–3                            |
| 1994 | Lori McNeil (2)                          | Zina Garrison-Jackson                    | 6–2, 6–2                                 |
| 1995 | Zina Garrison-Jackson (2)                | Lori McNeil                              | 6–3, 6–3                                 |
| 1996 | Meredith McGrath (1)                     | Nathalie Tauziat                         | 2–6, 6–4, 6–4                            |
| 1997 | Nathalie Tauziat (1)                     | Yuyuk Basuki                             | 2–6, 6–2, 6–2                            |
| 1998 | Ingen vinder                             | Ingen vinder                             | Ingen vinder                             |
| 1999 | Julie Halard-Decugis (1)                 | Nathalie Tauziat                         | 6–2, 3–6, 6–4                            |
| 2000 | Lisa Raymond (1)                         | Tamarina Tanasugarn                      | 6–2, 6–7(7), 6–4                         |
| 2001 | Nathalie Tauziat (2)                     | Miriam Oremans                           | 6–3, 7–5                                 |
| 2002 | Jelena Dokić (1)                         | Anastasija Myskina                       | 6–2, 6–3                                 |
| 2003 | Magdalena Maleeva (1)                    | Shinobu Asagoe                           | 6–1, 6–4                                 |
| 2004 | Marija Sjarapova (1)                     | Tatiana Golovin                          | 4–6, 6–2, 6–1                            |
| 2005 | Marija Sjarapova (2)                     | Jelena Janković                          | 6–2, 4–6, 6–1                            |
| 2006 | Vera Zvonarjova (1)                      | Jamea Jackson                            | 7–6(12), 7–6(5)                          |
| 2007 | Jelena Janković (1)                      | Marija Sjarapova                         | 4–6, 6–3, 7–5                            |
| 2008 | Kateryna Bondarenko (1)                  | Yanina Wickmayer                         | 7–6(7), 3–6, 7–6(4)                      |
| 2009 | Magdaléna Rybáriková (1)                 | Li Na                                    | 6–0, 7–6(2)                              |
| 2010 | Li Na (1)                                | Marija Sjarapova                         | 7–5, 6–1                                 |
| 2011 | Sabine Lisicki (1)                       | Daniela Hantuchová                       | 6–3, 6–2                                 |
| 2012 | Melanie Oudin (1)                        | Jelena Janković                          | 6–4, 6–2                                 |
| 2013 | Daniela Hantuchová (1)                   | Donna Vekić                              | 7–6(5), 6–4                              |
| 2014 | Ana Ivanovic (1)                         | Barbora Záhlavová-Strýcová               | 6–3, 6–2                                 |
| 2015 | Angelique Kerber (1)                     | Karolína Plíšková                        | 6–7(5), 6–3, 7–6(4)                      |
| 2016 | Madison Keys (1)                         | Barbora Strýcová                         | 6–3, 6–4                                 |
| 2017 | Petra Kvitová (1)                        | Ashleigh Barty                           | 4–6, 6–3, 6–2                            |
| 2018 | Petra Kvitová (2)                        | Magdaléna Rybáriková                     | 4–6, 6–1, 6–2                            |
| 2019 | Ashleigh Barty (1)                       | Julia Görges                             | 6–3, 7–5                                 |
| 2020 | Turnering aflyst pga. COVID-19-pandemien | Turnering aflyst pga. COVID-19-pandemien | Turnering aflyst pga. COVID-19-pandemien |
| 2021 | Ons Jabeur (1)                           | Darja Kasatkina                          | 7–5, 6–4                                 |
| 2022 | Beatriz Haddad Maia (1)                  | Zhang Shuai                              | 5–4 opg.                                 |
| 2023 | Jeļena Ostapenko (1)                     | Barbora Krejčíková                       | 7–6(8), 6–4                              |

### Damedouble
Larisa Neiland er med seks vundne titler indehaver af rekorden for flest finalesejre i damedouble. Titlerne blev vundet i perioden 1988-99, og de første tre titler, der blev vundet tre år i træk, vandt hun med Natasja Zvereva som makker. De resterende tre af Neilands doubletitler blev vundet med tre forskellige makkere: Zina Garrison-Jackson i 1994, Katrina Adams i 1997 og Corina Morariu i 1999.
| År   | Mester                                        | Finalist                                 | Finaleresultat                           |
| ---- | --------------------------------------------- | ---------------------------------------- | ---------------------------------------- |
| 1982 | Jo Durie (1) Anne Hobbs (1)                   | Rosie Casals Wendy Turnbull              | 6–3, 6–2                                 |
| 1983 | Billie Jean King (1) Sharon Walsh (1)         | Beverly Mould Elizabeth Sayers           | 6–2, 6–4                                 |
| 1984 | Leslie Allen (1) Anne White (1)               | Barbara Jordan Elizabeth Sayers          | 7–6, 6–3                                 |
| 1985 | Terry Holladay (1) Sharon Walsh-Pete (2)      | Elise Burgin Alycia Moulton              | 6–4, 5–7, 6–3                            |
| 1986 | Elise Burgin (1) Rosalyn Fairbank (1)         | Elizabeth Smylie Wendy Turnbull          | 6–2, 6–4                                 |
| 1987 | Ingen vinder                                  | Ingen vinder                             | Ingen vinder                             |
| 1988 | Larisa Savtjenko (1) Natasja Zvereva (1)      | Leila Maskhi Svetlana Parkhomenko        | 6–4, 6–1                                 |
| 1989 | Larisa Savtjenko (2) Natasja Zvereva (2)      | Meredith McGrath Pam Shriver             | 7–5, 5–7, 6–0                            |
| 1990 | Larisa Savtjenko (3) Natasja Zvereva (3)      | Gretchen Magers Lise Gregory             | 3–6, 6–3, 6–3                            |
| 1991 | Nicole Provis (1) Elizabeth Smylie (1)        | Sandy Collins Elna Reinach               | 6–3, 6–4                                 |
| 1992 | Lori McNeil (1) Rennae Stubbs (1)             | Sandy Collins Elna Reinach               | 5–7, 6–3, 8–6                            |
| 1993 | Lori McNeil (2) Martina Navratilova (1)       | Pam Shriver Elizabeth Smylie             | 6–3, 6–4                                 |
| 1994 | Zina Garrison-Jackson (1) Larisa Neiland (4)  | Catherine Barclay Kerry-Anne Guse        | 6–4, 6–4                                 |
| 1995 | Manon Bollegraf (1) Rennae Stubbs (2)         | Nicole Bradtke Kristine Radford          | 3–6, 6–4, 6–4                            |
| 1996 | Elizabeth Smylie (2) Linda Wild (1)           | Lori McNeil Nathalie Tauziat             | 6–3, 3–6, 6–1                            |
| 1997 | Katrina Adams (1) Larisa Neiland (5)          | Nathalie Tauziat Linda Wild              | 6–2, 6–3                                 |
| 1998 | Els Callens (1) Julie Halard-Decugis (1)      | Lisa Raymond Rennae Stubbs               | 2–6, 6–4, 6–4                            |
| 1999 | Corina Morariu (1) Larisa Neiland (6)         | Alexandra Fusai Inés Gorrochategui       | 6–4, 6–4                                 |
| 2000 | Rachel McQuillan (1) Lisa McShea (1)          | Cara Black Irina Seljutina               | 6–3, 7–6(3)                              |
| 2001 | Cara Black (1) Jelena Likhovtseva (1)         | Kimberly Po-Messerli Nathalie Tauziat    | 6–1, 6–2                                 |
| 2002 | Shinobu Asagoe (1) Els Callens (2)            | Kimberly Po-Messerli Nathalie Tauziat    | 6–4, 6–3                                 |
| 2003 | Els Callens (3) Meilen Tu (1)                 | Alicia Molik Martina Navratilova         | 7–5, 6–4                                 |
| 2004 | Marija Kirilenko (1) Marija Sharapova (1)     | Lisa McShea Milagros Sequera             | 6–2, 6–1                                 |
| 2005 | Daniela Hantuchová (1) Ai Sugiyama (1)        | Eleni Daniliidou Jennifer Russell        | 6–2, 6–3                                 |
| 2006 | Jelena Janković (1) Li Na (1)                 | Jill Craybas Liezel Huber                | 6–2, 6–4                                 |
| 2007 | Chan Yung-Jan (1) Chuang Chia-Jung (1)        | Sun Tiantian Meilen Tu                   | 7–6(3), 6–3                              |
| 2008 | Cara Black (2) Liezel Huber (1)               | Séverine Brémond Virgina Ruano Pascual   | 6–2, 6–1                                 |
| 2009 | Cara Black (3) Liexel Huber (2)               | Raquel Kops-Jones Abigail Spears         | 6–1, 6–4                                 |
| 2010 | Cara Black (4) Lisa Raymond (1)               | Liezel Huber Bethanie Mattek-Sands       | 6–3, 3–2 opg.                            |
| 2011 | Olga Govortsova (1) Alla Kudrjavtseva (1)     | Sara Errani Roberta Vinci                | 1–6, 6–1, [10–5]                         |
| 2012 | Tímea Babos (1) Hsieh Su-Wei (1)              | Liezel Huber Lisa Raymond                | 7–5, 6–7(2), [10–8]                      |
| 2013 | Ashleigh Barty (1) Casey Dellacqua (1)        | Cara Black Marina Erakovic               | 7–5, 6–4                                 |
| 2014 | Raquel Kops-Jones (1) Abigail Spears (1)      | Ashleigh Barty Casey Dellacqua           | 7–6(1), 6–1                              |
| 2015 | Garbiñe Muguruza (1) Carla Suárez Navarro (1) | Andrea Hlaváčková Lucie Hradecká         | 6–4, 6–4                                 |
| 2016 | Karolína Plíšková (1) Barbora Strýcová (1)    | Vania King Alla Kudrjavtseva             | 6–3, 7–6(1)                              |
| 2017 | Ashleigh Barty (2) Casey Dellacqua (2)        | Chan Hao-Ching Zhang Shuai               | 6–1, 2–6, [10–8]                         |
| 2018 | Tímea Babos (2) Kristina Mladenovic (1)       | Elise Mertens Demi Schuurs               | 4–6, 6–3, [10–8]                         |
| 2019 | Hsieh Su-Wei (2) Barbora Strýcová (2)         | Anna-Lena Grönefeld Demi Schuurs         | 6–4, 6–7(4), [10–8]                      |
| 2020 | Turnering aflyst pga. COVID-19-pandemien      | Turnering aflyst pga. COVID-19-pandemien | Turnering aflyst pga. COVID-19-pandemien |
| 2021 | Marie Bouzková (1) Lucie Hradecká (1)         | Ons Jabeur Ellen Perez                   | 6–4, 2–6, [10–8]                         |
| 2022 | Ljudmyla Kitjenok (1) Jeļena Ostapenko (1)    | Elise Mertens Zhang Shuai                | w.o.                                     |
| 2023 | Marta Kostjuk (1) Barbora Krejčíková (1)      | Storm Hunter Alycia Parks                | 6–2, 7–6(9)                              |